# Mohammed Said Hersi Morgan
Mohammed Said Hersi Morgan (somali:  Maxamed Siciid Xirsi Moorgan; árabe: وقال محمد هيرسي مورغان; Qardho, 1 de janeiro de 1944 – Nairóbi, 27 de maio de 2025) foi um oficial militar somali. Era genro de Siad Barre e ministro da Defesa da Somália. Said Hersi Morgan é considerado responsável por muitas atrocidades cometidas contra a população somali durante o governo de Barre e durante a guerra civil da década de 1990 na região de Kismayo. Sua campanha militar no sul da Somália, em 1992, foi uma das principais causas da fome na Somália, no mesmo ano. Como consequência 300 000 somalis podem ter morrido. Ele também é acusado de tráfico de drogas e controle das rotas de abastecimento de khat.

## Carreira

### Governo Siad Barre
Morgan recebeu seu treinamento militar na Itália e nos EUA. Como coronel, ele foi comandante do setor de Mogadíscio, onde as unidades de elite das Forças Armadas estavam estacionadas (ca. 1980); este era provavelmente o Setor 77.
Morgan então passou a ser comandante das Boinas Vermelhas, responsável pela supressão da revolta dos Majerteen Unidos na Frente Democrática de Salvação Somali (SSDF) em 1982. De 1986 a 1988, como general, ele foi o comandante militar do 26º Setor (a região da Somalilândia) e em setembro de 1990 foi nomeado ministro da defesa e chefe de estado substituto. Ele também foi ministro de obras públicas e habitação de 1990 a 1991. Morgan então liderou como comandante de milícia o grupo rebelde pró-Barre da Frente Nacional Somali (1991–2003) que cometeu enormes atrocidades contra o povo entre os dois rios; Juba e Shabele matando, estuprando, destruindo os sistemas de irrigação e saqueando seus grãos armazenados (Bakaar) que levou à grande fome Caga barar da seca somali de 1992 que quase 300 000 pessoas inocentes (principalmente Digil & Mirifle) morreram de fome por causa das consequências das táticas genocidas dos rebeldes e da recusa e saque da ajuda humanitária trazida pelas Operações Restore Hope ou Força-Tarefa Unificada (UTF) de Aidid. Morgan declarou abertamente em um vídeo público que "sua milícia está sobrevivendo com grãos saqueados dos Rahwayn", a fim de promover a 'resistência' de sua milícia e motivar seus líderes tribais a apoiar sua milícia.

### Guerra Civil Somali
Antes da queda do governo e da subsequente guerra civil de 1991, Morgan era reconhecido como um criminoso de guerra patrocinado pelo estado. Morgan foi um dos principais funcionários do governo que liderou o genocídio patrocinado pelo estado na Somalilândia contra o clã Isaaq. Esta informação foi minuciosamente documentada pela Human Rights Watch. Morgan nunca foi julgado pelos tribunais internacionais por seus crimes contra a humanidade.
Em janeiro de 1986, Morgan, que foi guarda-costas de Barre antes de se casar com sua filha supostamente disse aos nômades Isaaq em um poço d'água "se vocês Isaaqs resistirem, destruiremos suas cidades, e vocês herdarão apenas cinzas".
Morgan (mais tarde conhecido como o Açougueiro de Hargeisa) também foi responsável pela carta política escrita para seu sogro durante seu tempo como governador militar do norte. Nesta carta que ficou conhecida como 'A Carta da Morte', ele "propôs as fundações para uma política de terra arrasada para se livrar dos 'germes anti-somalis'".
A carta política (também conhecida como o Relatório Morgan) era oficialmente um relatório ultrassecreto ao presidente sobre "medidas implementadas e recomendadas" para uma "solução final" para o "problema Isaaq" da Somália. Morgan indicou que o povo Isaaq deve ser "submetido a uma campanha de obliteração" para impedir que "levantem suas cabeças novamente". Ele continuou: "Hoje, possuímos o remédio certo para o vírus no [corpo do] Estado Somali." Alguns dos "remédios" que ele discutiu incluíam: "Equilibrar os bem-sucedidos para eliminar a concentração de riqueza [nas mãos dos Isaaq]." Além disso, ele pediu "a reconstrução do Conselho Local [nos assentamentos Isaaq] de tal forma a equilibrar sua atual composição que é exclusivamente de um povo particular [os Isaaq]; bem como a diluição da população escolar com uma infusão de crianças [Ogaden] dos Campos de Refugiados nas proximidades de Hargeisa".
Recomendações mais extremas incluíam: "Tornar inabitável o território entre o exército e o inimigo, o que pode ser feito destruindo os tanques de água e as aldeias situadas ao longo do território usado por eles para infiltração"; e "remover da composição das forças armadas e serviço civil todos aqueles que são suspeitos de ajudar o inimigo – especialmente aqueles ocupando postos sensíveis".
William Clarke escreve que Morgan foi nomeado comandante-em-chefe do Exército Nacional Somali em 25 de novembro de 1990.
Em 8 de janeiro de 1993, Morgan foi um dos signatários do acordo alcançado na Reunião Preparatória Informal sobre Reconciliação Nacional patrocinada pela ONU, e da Conferência sobre Reconciliação Nacional na Somália de março de 1993, ambas em Adis Abeba, Etiópia. No entanto, os combates continuaram no país sem cessar.
Em dezembro de 1993, as tropas de Morgan capturaram Kismaayo, e aguardaram a partida dos soldados da paz belgas da ONU que estavam estacionados lá. Suas tropas aproveitaram-se da preocupação da ONU com Mohamed Farah Aidid e se rearmaram e reagruparam.

### Governo Nacional de Transição
Ver também
Morgan esteve presente na conclusão das negociações de paz no Quênia (2002–2004) nas quais um Governo Nacional de Transição da Somália transitório somali (que mais tarde se tornaria o Governo Federal de Transição) foi formado. Esta conclusão, no entanto, foi colocada em risco em setembro de 2004 pela retirada de Morgan, que preparou suas forças para atacar Kismaayo, controlada pela JVA que o havia expulsado em 1999.
Segundo a Anistia Internacional "sua presença nas negociações de paz, mais do que qualquer dos outros senhores da guerra, havia destacado a significância da questão da impunidade e seu efeito nos direitos humanos no futuro".
Em maio de 2005, Morgan deixou Nairóbi para fazer uma breve visita com sua milícia em Mogadíscio e conversou com representantes da USC. A batalha entre a milícia e a União dos Tribunais Islâmicos pelo controle da capital começaria em fevereiro de 2006. Membros desta mesma USC foram vítimas de atrocidades pelas tropas de Morgan em 1992. Naquele ano, a SNF retomou, com a assistência do exército queniano (em violação de um embargo de armas do Conselho de Segurança das Nações Unidas), a região de Gedo. Em outubro de 1992, a SNF capturou a cidade de Bardera, cometendo atrocidades contra civis que se pensava terem apoiado a USC (apenas com base em sua identidade clânica) e interrompendo grandemente os esforços de socorro.
Em 1991, quando Morgan era ministro da defesa no governo Barre, ainda havia 54 000 soldados sob seu comando. Quatorze anos depois, apenas 1 000 deles permaneciam.

## Morte
Em 28 de maio de 2025, Mohamed Siad Hirsi Morgan morreu em um hospital em Nairóbi, capital do Quênia. De acordo com sua família, ele estava indisposto no Quênia há vários dias, tendo sentido dores de estômago em Bosaso, o centro comercial de Puntlândia, na região de Bari.